# Майдан-Красенінський
Майдан-Красенінський (пол. Majdan Krasieniński) — село в Польщі, у гміні Нємце Люблінського повіту Люблінського воєводства.
Населення — 388 осіб (2011).

## Демографія
Демографічна структура станом на 31 березня 2011 року:
|          | Загалом | Допрацездатний вік | Працездатний вік | Постпрацездатний вік |
| -------- | ------- | ------------------ | ---------------- | -------------------- |
| Чоловіки | 184     | 46                 | 126              | 12                   |
| Жінки    | 204     | 50                 | 112              | 42                   |
| Разом    | 388     | 96                 | 238              | 54                   |